# España sagrada
España sagrada. Teatro geográfico-histórico de la Iglesia de España es una obra de historia eclesiástica española, de importancia extraordinaria por el caudal de documentos, noticias, ilustraciones y antigüedades de todo género que presenta. Fue concebida y en gran parte realizada por el fraile agustino español Enrique Flórez en el siglo XVIII.
La monumental obra es notable por la crítica atinada y objetiva, empleada en el esclarecimiento de cuestiones geográficas y cronológicas, de autenticidad de fuentes y de hechos históricos, representando una excelente muestra de la Ilustración en España. Aún en la actualidad España sagrada sigue siendo una verdadera enciclopedia de historia eclesiástica de España y una obra clásica en la historiografía española.
El germen de la idea de publicación de la monumental obra del Padre Flórez hay quizá que buscarlo en otras que por entonces estaban publicándose en Europa sobre historia de la Iglesia: se inspiró claramente en la Gallia christiana (París, 1715–1785, 13 vols.) de Denis de Sainte-Marthe y la Italia sacra (Venecia, 1717–1722, 10 vols.) de Ferdinando Ughelli, dos de los más ambiciosos empeños historigráficos de su tiempo, así como en los Acta Sanctorum de los bolandistas en Bélgica.

## Historia de la publicación
En 1747 apareció el tomo primero de la obra. El padre Flórez preparó los veintiocho siguientes, contando desde 1749 como colaborador y ayudante con el bibliógrafo Francisco Méndez (1725–1803). Publicados los cinco primeros tomos, el rey Fernando VI acogió en 1750 bajo su real protección la gigantesca obra.
A la muerte de Flórez (1773), la Orden Agustiniana continuó la publicación y encargó a Manuel Risco (1735–1801) la edición de los dos tomos (XXVIII–XXIX) preparados por Flórez, y prosiguió la obra investigadora hasta el tomo XLII.  Tras la muerte de Risco se encargó su continuación a Juan Fernández de Rojas, que no avanzó mucho. Nuevo impulso tomó con Antolín Merino (1745–1830), que después de la Guerra de la Independencia publicó, juntamente con José de la Canal, los tomos XLIII y XLIV. Este último, ya anciano y elevado al cargo de Director de la Real Academia de la Historia, logró prolongar la obra hasta el tomo XLVII.
Continuaron la obra sucesivamente Pedro Sainz de Baranda, Vicente de la Fuente, Carlos Ramón Fort y Eduardo Jusué, que avanzaron hasta el tomo LII, aparecido en 1918.  Tras éste fueron nombrados Guillermo Antolín, que murió poco después, Julián Zarco, que fue fusilado durante la guerra civil y el benedictino Luciano Serrano, que también murió antes de poder avanzar en la obra.  Tras más de cuarenta años sin que se hubiera podido dar a la imprenta un volumen, otro agustino, Ángel Custodio Vega, preparó y publicó los últimos tomos de la España sagrada, hasta el LVI.
La Editorial Agustiniana publicó una nueva edición completa de la España sagrada (2000–2012), con actualización ortográfica y modernización de grafías, tareas realizada por su editor literario, Rafael Lazcano.
La editorial Órbigo ofrece desde el año 2007 los cincuenta y dos primeros tomos con el siguiente desarrollo:
- El tomo 1, «Clave geográfica y geografía eclesiástica de los Patriarcados», consta de dos partes: la primera, sobre la utilidad de la geografía; la segunda, sobre geografía eclesiástica. Apéndice: documento sobre noticias del Imperio romano del tiempo de Arcadio y Honorio. ISBN 84-934081-0-7, 293 págs.
- El tomo 2, «Cronología de la historia antigua de estos reinos aplicada a concilios y reyes»). Tiene dos partes: 1.ª «Demostración cronológica de la Era Hispánica»; 2.ª Cronología de la historia de España. Tres apéndices. ISBN 84-96541-36-3, 296 págs.
- El tomo 3, «Predicación de los apóstoles en España»). Contiene una disertación histórico-cronológica de la misa antigua de España, concilios y sucesos, y una cronología de lo historiado en el libro. nueve apéndices. ISBN 84-934081-4-X, 514 págs.
- El tomo 4, «Origen y progresos de los obispados»). Cuatro apéndices: «Epístola de S. Cipriano», «Epístola de Inocencio III al arzobispo de Santiago», «Cronicón de Idacio» y «Olimpiadas vulgares, con tablas cronológicas». ISBN 84-934081-6-6, 610 págs.
- El tomo 5, «Provincia Cartaginense» en particular, con sus límites y regiones en su estado antiguo con la Iglesia de Toledo. ISBN 84-933686-9-5, 603 págs.
- El tomo 6, «Las Iglesias de Toledo». Diez apéndices recogen diversos documentos como el sistema de Ptolomeo referido a la Cartaginense; un catálogo de los antiguos prelados de Toledo; «Tratado de los varones ilustres», o la respuesta a la obra de Mamachi Orígenes y antigüedades cristianas (Roma, 1750); entre los apéndices documentales destacan: Cronicón del Biclarense; Cronicón de San Isidoro. ISBN 84-933875-0-9, 659 págs.
- El tomo 7, «Iglesias sufragáneas antiguas de Toledo» Con varios apéndices entre los que merece reseñar «La vida de San Fandila». «San Justo y San Pastor, Privilegium Deniae et Majorcarum o Cartas inéditas del rey Sisebuto». ISBN 84-933686-8-7, 354 págs.
- El tomo 8, «Iglesias sufragáneas antiguas de Toledo: Palencia, Sétabis, Segovia, Segóbriga, Segoncia, Valencia, Valeria». Se incluyen dos apéndices: vida y martirio de San Vicente y el Cronicón de Isidoro Pacense. ISBN 84-933875-5-X, 402 págs.
- El tomo 9, «Provincia antigua de la Bética». Entre los nueve apéndices finales se encuentran las tablas de Tolomeo sobre la Bética (con un mapa) y documentos sobre la vida y martirio de santos y vírgenes de la diócesis sevillana. ISBN 84-934081-7-4, 462 págs.
- El tomo 10, «Iglesias sufragáneas antiguas de Sevilla». Entre los nueve apéndices se encuentran documentos sobre la iglesia astigitana (I), Anales bertinianos (VIII) y la parte referente a España de la Historia eclesiástica de Orderico Vitalis (IX). ISBN 84-96541-35-5, 636 págs.
- El tomo 11, «Vida y escritos inéditos de algunos varones cordobeses del siglo XI»: de Álvaro de Córdoba y Abad Simón; vida del presbítero Leovigildo; y epigramas del arcipreste Ciprián. ISBN 84-934081-3-1, 532 págs.
- El tomo 12, «Iglesias sufragáneas antiguas de Sevilla». Apéndices: I. Carta de San Eusebio Vercelense a San Gregorio Eliberitano; II. Actas de San Leovigildo mártir y de San Rogelio. ISBN 84-934081-2-3, 444 págs.
- El tomo 13, «La Lusitania antigua y su metrópoli Mérida». Siete apéndices, entre ellos: tablas de Ptolomeo sobre Lusitania; varias epístolas; Crónica albeldense; Cronicón del obispo Sebastián de Salamanca. ISBN 84-933875-3-3, 499 págs.
- El tomo 14, «Iglesias de Ávila, Caliabria, Coria, Coímbra y otras». Entre los catorce apéndices se encuentran: Cronicón Lusitanum, Cronicón de Sampiro y Cronicón de Pelayo, obispo de Oviedo. ISBN 84-934288-9-2, 512 págs.
- El tomo 15, «La antigua Galicia y su metrópoli Braga». Cinco apéndices entre los que se incluyen las tablas ptolemaicas de la antigua Galicia y el primer Concilio Bracarense. ISBN 84-96541-26-6, 512 págs.
- El tomo 16, «La Iglesia de Astorga». Cuatro apéndices referidos a Santo Toribio, las obras de San Valerio, la vida de Santo Domingo Solitario y las escrituras de Astorga. ISBN 84-96541-32-0, 519 págs.
- El tomo 17, «La iglesia de Orense». Entre los cinco apéndices se encuentra el Cronicón del monje silense. ISBN 84-96541-33-9, 332 págs.
- El tomo 18, «Las Iglesias Britoniense y Dumiense (Mondoñedo)». Tres apéndices que recogen escrituras inéditas y la vida de San Rosendo. ISBN 84-96541-34-7,  419 págs.
- El tomo 19, «Estado antiguo de la Iglesia Iriense y Compostelana». ISBN 84-934494-0-7, 427 págs.
- El tomo 20, «Historia compostelana». ISBN 84-933875-2-5, 624 págs.
- El tomo 21, «La iglesia de Porto» de la antigua Galicia, desde sus comienzos hasta el momento en que se redacta la obra. Siete apéndices documentales y la Crónica latina del rey Alfonso VII. ISBN 84-96541-27-4, 427 págs.
- El tomo 22, «La iglesia de Tuy», desde su origen hasta el siglo XVI. Apéndices: veinte escrituras inéditas referidas a las materias tratadas. ISBN 84-96541-29-0, 355 págs.
- El tomo 23, «La iglesia de Tuy». Cinco apéndices, varios cronicones antiguos y el Cronicón de Cardeña y Anales toledanos (I al III). ISBN 84-934541-30-4, 444 págs.
- El tomo 24 consta de dos partes. La primera, «La Cantabria», ISBN 84-934288-2-5, 229 págs. La segunda, «Antigüedades tarraconenses». Apéndice con el mapa de Ptolomeo sobre la antigua provincia tarraconense. ISBN 84-934081-9-0, 382 págs.
- El tomo 25, «Memorias eclesiásticas de la iglesia de Tarragona», que consta de diez capítulos sobre los principios de la cristiandad, prelados antiguos, destrucción de Tarragona por los árabes, relación de santos, &c. 20 apéndices. ISBN 84-934081-8-2, 245 págs.
- El tomo 26, «Las iglesias de Auca, Valpuesta y Burgos». Dieciocho apéndices sobre las iglesias aucense y burgense. ISBN 84-934288-0-9, 515 págs.
- El tomo 27, «Diócesis y ciudad de Burgos»: monasterios principales, conventos de religiosas, parroquias antiguas de Burgos, y santos de la diócesis. ISBN 84-934288-1-7, 478 págs.
- El tomo 28, «La Iglesia Ausonense», es obra póstuma. Veinticuatro apéndices con textos procedentes de la obra «Marca Hispánica» del arzobispo de París Pedro de Marca. ISBN 84-96541-31-2, 383 págs.
- El tomo 29, «La Iglesia de Barcelona», obra póstuma y última de las escritos por Flórez. Veintiocho apéndices: epístolas, hagiografías, bulas. ISBN 84-934288-6-8, 542 págs.
- El tomo 30, «Estado antiguo de la iglesia de Zaragoza», con documentos inéditos y una colección de epístolas de San Braulio; y otras escritas al mismo santo por los sujetos más célebres de su tiempo, inéditas. ISBN 84-934288-8-4, 464 págs.
- El tomo 31, «Memorias de los Varones ilustres zaragozanos» (cesaraugustanos) de los primeros siglos; memorias particulares de las iglesias, mozárabes, literatos y reyes de Zaragoza; prefacio a la «Colección de sentencias» del Obispo Tajón. ISBN 84-936541-00-2, 576 págs.
- El tomo 32, «Vasconia antigua», población anterior a los cartagineses y romanos; situación de la antigua Vasconia; nombre de los vascones, costumbres e historia de Vasconia desde los cartagineses hasta los árabes. Antecedentes de Navarra, establecimiento del reino y linaje de sus reyes. ISBN 84-934494-1-5, 470 págs.
- El tomo 33, «antigüedades civiles y eclesiásticas de Calahorra y las memorias concernientes a los Obispados de Nájera y Álava». ISBN 84-96541-23-1, 517 págs.
- El tomo 34, «Iglesia antigua de León»; diecisiete capítulos sobre: memoria de los lancienses; origen de la ciudad de León; antigüedad de su Iglesia; relación de obispos y santos leoneses. ISBN 84-933686-0-1, 492 págs.
- El tomo 35, «Memorias de la iglesia de León» (siglos XI–XIII), fundadas en escrituras y documentos originales desconocidos hasta el presente. ISBN 84-933686-1-X, 468 págs.
- El tomo 36, «Iglesia de León» (siglos XIV–XVIII), con apéndices copiosos de concilios, escrituras y otros documentos para la historia particular de la ciudad de León y de su Iglesia. ISBN 84-933686-2-8, 484 págs.
- El tomo 37, «Antigüedades civiles y eclesiásticas de los astures transmontanos hasta el siglo X». Historia del Reino de Asturias hasta los árabes (relación de reyes, obispos, concilios; discurso sobre las reliquias de la iglesia ovetense. ISBN 84-933386-3-6, 367 págs.
- El tomo 38, «Memorias de la Iglesia de Oviedo» (siglos X–XIV); concilio celebrado en Oviedo durante el reinado de Alfonso el Grande. ISBN 84-933686-4-4, 386 págs.
- El tomo 39, «Historia de la fundación del Principado de Asturias», como Dignidad y mayorazgo de los primogénitos de los Reyes de España y herederos de estos Reinos. ISBN 84-933686-5-2, 350 págs.
- El tomo 40, «Antigüedades de la ciudad y Sta. Iglesia de Lugo»; memoria de los monasterios de San Julián de Samos y San Vicente de Monforte; examen crítico de los Concilios Lucenses; noticias inéditas del códice de los Concilios. ISBN 84-96541-28-2, 450 págs.
- El tomo 41, «Santa Iglesia de Lugo», continuación de su historia desde el siglo XII hasta fines del XVIII. Documentos inéditos en relación con los asuntos tratados. ISBN 84-96541-37-1, 464 págs.
- El tomo 42, «Antigüedades civiles y eclesiásticas de las ciudades de Tortosa, Egara y Ampurias», con los documentos concernientes a los asuntos tratados. ISBN 84-934494-2-3, 381 págs.
- El tomo 43, «Santa Iglesia de Gerona» en su estado antiguo. ISBN 84-934494-3-1, 578 págs.
- El tomo 44, «Santa Iglesia de Gerona» en su estado moderno. ISBN 84-934494-4-X, 436 págs.
- El tomo 45, «Santa Iglesia de Gerona», colegiatas monasterios y conventos de la ciudad. ISBN 84-934494-5-8, 422 págs.
- El tomo 46, «Santas Iglesias de Lérida, Roda y Barbastro» en su estado antiguo. ISBN 84-934494-6-6, 382 págs.
- El tomo 47, «Santa Iglesia de Lérida» en su estado moderno. ISBN 84-96541-62-2, 406 págs.
- El tomo 48, «Santa Iglesia de Barbastro» en sus estados antiguo y moderno. ISBN 84-9344494-7-4, 380 págs.
- El tomo 49, «Santa Iglesia de Tarazona» en sus estados antiguo y moderno. ISBN 84-934494-8-2, 537 págs.
- El tomo 50, «Santas Iglesias de Tarazona y Tudela» en sus estados antiguo y moderno. ISBN 84-934494-9-0, 541 págs.
- El tomo 51, «Obispos españoles titulares de iglesias in partibus infidelium» o auxiliares en la de España. ISBN 84-96541-63-0, 424 págs.

## Contenido de la obra
- Tomo I. Clave geográfica (Gallica Google Books)
- Tomo II. Cronología de la historia antigua (archive.org)
- Tomo III. Predicación de los Apóstoles en España (Gallica Google Books)
- Tomo IV. Origen y progreso de los obispados (Google-Books)
- Tomo V. Provincia Cartaginense (Gallica Universidad de Alicante archive.org)
- Tomo VI. Iglesia de Toledo en cuanto metropolitana (Gallica Universidad de Alicante)
- Tomo VII. Iglesias sufragáneas antiguas de Toledo: Acci, Arcávica, Basti, Reacia, Bigastro, Cástulo, Compluto, Dianio, Elotana Ilici, Mentesa, Oreto y Osma. (Universidad de Alicante archive.org)
- Tomo VIII. Iglesias que fueron sufragáneas de Toledo: Palencia, Setabi, Segovia, Segobriga, Segoncia, Valencia, Valeria y Urci. (Gallica Universidad de Alicante)
- Tomo IX. Provincia Bética e Iglesia de Sevilla. (Gallica archive.org)
- Tomo X. Iglesias sufragáneas antiguas de Sevilla: Abdera, Asido, Astigi y Córdoba. (Gallica archive.org)
- Tomo XI. Vidas y escritos de algunos varones ilustres cordobeses que florecieron en el siglo nono. (Gallica Google-Books)
- Tomo XII. Iglesias sufragáneas antiguas de Sevilla: Égabro, Elepla, Eliberi, Itálica, Málaga y Tucci. (Google Books)
- Tomo XIII. Iglesia de Lusitania y su metrópoli Mérida. (Gallica Google-Books archive.org)
- Tomo XIV. Iglesias de Ávila, Calabria, Coria, Coímbra, Évora, Egitania, Lamego, Lisboa, Ossonaba, Pacense, Salamanca, Viseo y Zamora. (Gallica Google-Books)
- Tomo XV. Provincia antigua de Galicia y su metrópoli, la Iglesia de Braga. (Gallica archive.org)
- Tomo XVI. Iglesia de Astorga. 1. ed. 1762 (Google Books)
- Tomo XVII. Iglesia de Orense. (Gallica)
- Tomo XVIII. Iglesias Britoniense y Dumiense (Mondoñedo). 1. ed. 1764 (Google-Books); 2. ed. 1789 (Gallica)
- Tomo XIX. Iglesia Iriense y Compostelana, hasta su primer arzobispo. (Gallica Google-Books)
- Tomo XX. Historia Compostelana. (Gallica)
- Tomo XXI. Iglesia de Porto de la Galicia antigua. (Gallica Google-Books)
- Tomo XXII. Iglesia de Tuy. (Google-Books)
- Tomo XXIII. Iglesia de Tuy. Continuación. 1. ed. 1767 (Google Books); 2. ed. 1799 (Gallica)
- Tomo XXIV. Parte 1: Cantabria. (Google Books). Parte 2: Antigüedades tarraconenses. (Gallica)
- Tomo XXV. Iglesia de Tarragona. (Gallica)
- Tomo XXVI. Iglesias de Auca, de Valpuesta y de Burgos. (Gallica Google Books)
- Tomo XXVII. Iglesias colegiales, monasterios y santos de la diócesis de Burgos: conventos, parroquias y hospitales de la ciudad. (Gallica archive.org)
- Tomo XXVIII. Iglesia Ausonense. (Gallica)
- Tomo XXIX. Iglesia de Barcelona. (Gallica)
- Tomo XXX. Iglesia de Zaragoza. (Gallica Google-Books)
- Tomo XXXI. Varones ilustres cesaraugustanos. (Google-Books)
- Tomo XXXII. Vasconia. Iglesias de Calahorra y de Pamplona. (Gallica archive.org)
- Tomo XXXIII. Antigüedades civiles y eclesiásticas de Calahorra, y obispados de Nágera y Álava. (archive.org; Google Books)
- Tomo XXXIV. Iglesia de León. (Gallica)
- Tomo XXXV. Iglesia de León. 1. ed. 1786 (Biblioteca Digital de Castilla y León)
- Tomo XXXVI. Iglesia de León. (Gallica Google-Books)
- Tomo XXXVII. Región de los astures, reino de Asturias y memorias de sus reyes. Fundación de la ciudad e Iglesia de Oviedo. (Gallica)
- Tomo XXXVIII. Iglesia de Oviedo. (Gallica Google Books)
- Tomo XXXIX. Iglesia de Oviedo. Historia de la fundación del principado de Asturias. (Gallica)
- Tomo XL. Ciudad e Iglesia de Lugo. (Gallica)
- Tomo XLI. Iglesia de Lugo. Continuación. (Gallica)
- Tomo XLII. Antigüedades civiles y eclesiásticas de las ciudades de Destosa, Egara y Empurias. (Gallica)
- Tomo XLIII. Iglesia de Gerona. (Gallica Universidad de Alicante)
- Tomo XLIV. Iglesia de Gerona. (Gallica archive.org)
- Tomo XLV. Iglesia de Gerona, colegiatas, monasterios y conventos. (Gallica archive.org)
- Tomo XLVI. Iglesias de Lérida, Roda y Barbastro. (Gallica)
- Tomo XLVII. Iglesia de Lérida. (archive.org)
- Tomo XLVIII. Iglesia de Barbastro. (Gallica)
- Tomo XLIX. Iglesia de Tarazona. (Gallica archive.org)
- Tomo L. Iglesias de Tarazona y de Tudela. (Google Books Gallica)
- Tomo LI. Obispos españoles titulares de las Iglesias in partibus infidelium, o auxiliares de las de España. (Gallica Universidad de Alicante archive.org)
- Tomo LII. Tablas abreviadas para la reducción del cómputo árabe y del hebraico al cristiano y viceversa. (archive.org)
- Tomos LIII Y LIV. Iglesia apostólica de Ilíberri (Granada) (un vol.). (Universidad de Alicante)
- Tomo LV. Iglesia apostólica de Eliberri (Granada). (Universidad de Alicante)
- Tomo LVI. Iglesia apostólica de Eliberri (Granada). (Universidad de Alicante)
- Indíce. (archive.org).